# Joan Monclús i Monclús
Joan Monclús i Monclús (Tortosa, Baix Ebre, 26 de desembre de 1913 - 9 d'abril de 1969) fou un músic (clarinet), compositor i folklorista tortosí.
Deixeble de Felip Pedrell i Sabaté, exercí de director, entre 1933 i 1969, de la Banda Municipal de Música de Tortosa. Fou també director de l'Escola Municipal de Música de la ciutat. És autor de diversos estudis sobre folklore local i de peces musicals, tant per a banda com per a orquestra. És també l'autor de l'himne del Casal Tortosí, del pasdoble-himne Tortosa, així com de la sardana La sardana tortosina. També feu arranjaments musicals, com per exemple per a la sardana per a cobla Del maig flairós (1950), obra de Josep Blanch i Reynalt.